# Arumetsa
Arumetsa est un village estonien situé dans la commune d'Häädemeeste et le comté de Pärnu. Au 31 décembre 2011, la population s'élevait à 87 habitants.